# Maxi Gnauck

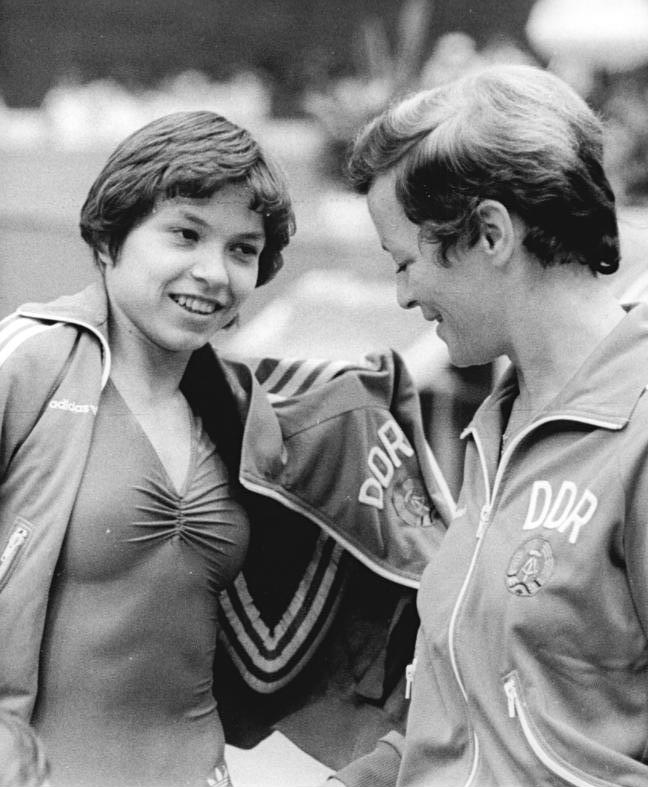
Maxi Gnauck et Hannelore Sauer au cours d'un tournoi de gymnastique féminine contre la Hongrie les 12 et 13 mai 1984 à Wismar.

Maxi Gnauck (née le 10 octobre 1964 à Berlin) est une gymnaste artistique est-allemande médaillée aux Jeux olympiques d'été de 1980 à Moscou et plusieurs fois championne du monde et d'Europe. En 2000, elle a été la première gymnaste allemande reçue à l'International Gymnastics Hall of Fame.

## Biographie
Ses parents attendaient un garçon, qu'ils avaient prévu de nommer Max. À sa naissance, ils ont simplement ajouté un « i », créant un prénom inhabituel en Allemagne. Sa mère l'a inscrite à cinq ans à un club de gymnastique de son quartier. À huit ans, elle avait déjà gagné ses premières médailles aux Spartakiades locales. À neuf ans, elle a changé de club pour entrer au SC Dynamo Berlin, où elle a été entraînée par Jürgen Heritz. Considérée comme une des meilleures gymnastes de son époque aux barres asymétriques, elle était aussi une excellente acrobate. Elle a été une des premières à effectuer un triple twist au sol.
Aux Jeux olympiques d'été de 1980 à Moscou, elle a remporté la médaille d'or aux barres asymétriques, une médaille d'argent au concours général individuel et deux de bronze, au sol et au concours général par équipe. Entre 1979 et 1985, Maxi Gnauck a été six fois championne du monde et cinq fois championne d'Europe.
Elle a annoncé sa retraite sportive en avril 1986 et a commencé une formation de quatre ans à l'Université de Leipzig pour devenir entraîneuse sportive. À l'été 1988, cependant, elle a été gravement blessée en travaillant dans un camp de vacances au bord de la mer Baltique : elle s'est brisé la cinquième vertèbre cervicale et est restée presque paralysée. Trois de ses vertèbres ont plus tard été renforcées d'une plaque de métal.
La compétition en Allemagne l'a contrainte à accepter des postes d'entraîneuse en Afrique du Sud et en Grande-Bretagne pendant quelques mois en 1990. De 1993 à 2004, elle a travaillé comme entraîneuse-chef du Centre de gymnastique artistique Harksheide à Norderstedt, et depuis 2005 du Nordwestschweizerischen Kunst- und Gerätturnzentrum de Liestal, en Suisse.

## Hommages
Les lecteurs du quotidien est-allemand Junge Welt l'ont choisie en 1980 comme Sportive de l'année. En 1984, elle a été décorée de l'Ordre du mérite patriotique (médaille d'or) et à la fin de sa carrière sportive elle a reçu l'Étoile d'argent de l'amitié des peuples. En 2000, elle a été la première gymnaste allemande reçue à l'International Gymnastics Hall of Fame,,.